# Canton de Tours-3
Le canton de Tours-3 est une circonscription électorale française du département d'Indre-et-Loire créée par le décret du 18 février 2014 et entrée en vigueur lors des élections départementales de 2015.

## Histoire
Un nouveau découpage territorial du département d'Indre-et-Loire entre en vigueur à l'occasion des élections départementales de 2015. Il est défini par le décret du 18 février 2014, en application des lois du 17 mai 2013 (loi organique 2013-402 et loi 2013-403). Les conseillers départementaux sont, à compter de ces élections, élus au scrutin majoritaire binominal mixte. Les électeurs de chaque canton élisent au Conseil départemental, nouvelle appellation du Conseil général, deux membres de sexe différent, qui se présentent en binôme de candidats. Les conseillers départementaux sont élus pour 6 ans au scrutin binominal majoritaire à deux tours, l'accès au second tour nécessitant 12,5 % des inscrits au 1er tour. En outre la totalité des conseillers départementaux est renouvelée. Ce nouveau mode de scrutin nécessite un redécoupage des cantons dont le nombre est divisé par deux avec arrondi à l'unité impaire supérieure si ce nombre n'est pas entier impair, assorti de conditions de seuils minimaux. En Indre-et-Loire, le nombre de cantons passe ainsi de 37 à 19.
Le canton de Tours-3 est formé d'une fraction de la commune de Tours. Il est entièrement inclus dans l'arrondissement de Tours. Le bureau centralisateur est situé à Tours.

## Représentation
| Période élective | Période élective | Mandat | Mandat   | Identité                | Nuance | Nuance | Qualité                                                                                             |
| ---------------- | ---------------- | ------ | -------- | ----------------------- | ------ | ------ | --------------------------------------------------------------------------------------------------- |
| 2015             | 2021             | 2015   | 2021     | Barbara Darnet-Malaquin |        | LR     | Adjointe au maire de Tours jusqu'en 2020, conseillère municipale (opposition) depuis 2020           |
| 2015             | 2021             | 2015   | 2021     | Olivier Lebreton        |        | LR     | Adjoint au maire de Tours jusqu'en 2020, conseiller municipal (opposition) depuis 2020              |
| 2021             | 2028             | 2021   | en cours | Barbara Darnet Malaquin |        | LR     | Conseillère sortante                                                                                |
| 2021             | 2028             | 2021   | en cours | Olivier Lebreton        |        | LR     | Conseiller sortant, 6ème vice-président chargé des finances, de la sécurité et du devoir de mémoire |

### Résultats détaillés

#### Élections de mars 2015
À l'issue du 1er tour des élections départementales de 2015, deux binômes sont en ballottage : Barbara Darnet-Malaquin et Olivier Lebreton (Union de la Droite, 36,92 %) et Jean-Luc Dutreix et Nadia Hamoudi (Union de la Gauche, 30,1 %). Le taux de participation est de 47,55 % (8 870 votants sur 18 654 inscrits) contre 50,88 % au niveau départemental et 50,17 % au niveau national.
Au second tour, Barbara Darnet-Malaquin et Olivier Lebreton (Union de la Droite) sont élus avec 53,35 % des suffrages exprimés et un taux de participation de 46,55 % (4 278 voix pour 8 684 votants et 18 654 inscrits).

#### Élections de juin 2021
Le premier tour des élections départementales de 2021 est marqué par un très faible taux de participation (33,26 % au niveau national). Dans le canton de Tours-3, ce taux de participation est de 29,88 % (5 409 votants sur 18 105 inscrits) contre 30,88 % au niveau départemental. À l'issue de ce premier tour, deux binômes sont en ballottage : Mélanie Bresson et Iman Manzari (DVG, 43,8 %) et Barbara Darnet Malaquin et Olivier Lebreton (Union à droite, 40,85 %).
Le second tour des élections est marqué une nouvelle fois par une abstention massive équivalente au premier tour. Les taux de participation sont de 34,36 % au niveau national, 31,33 % dans le département et 30,98 % dans le canton de Tours-3. Barbara Darnet Malaquin et Olivier Lebreton (Union à droite) sont élus avec 54,02 % des suffrages exprimés (2 874 voix pour 5 612 votants et 18 112 inscrits),,.

## Composition
| Nom                           | Code Insee | Intercommunalité             | Superficie (km2) | Population (dernière pop. légale)                 | Densité (hab./km2) | Modifier                                    |
| ----------------------------- | ---------- | ---------------------------- | ---------------- | ------------------------------------------------- | ------------------ | ------------------------------------------- |
| Tours (bureau centralisateur) | 37261      | Tours Métropole Val de Loire | 34,67            | Fraction : 31 669 (2022) Commune : 138 668 (2022) | 4 000              | modifier les données · modifier les données |
| Canton de Tours-3             | 3717       |                              |                  | 31 669 (2022)                                     |                    | modifier les données                        |

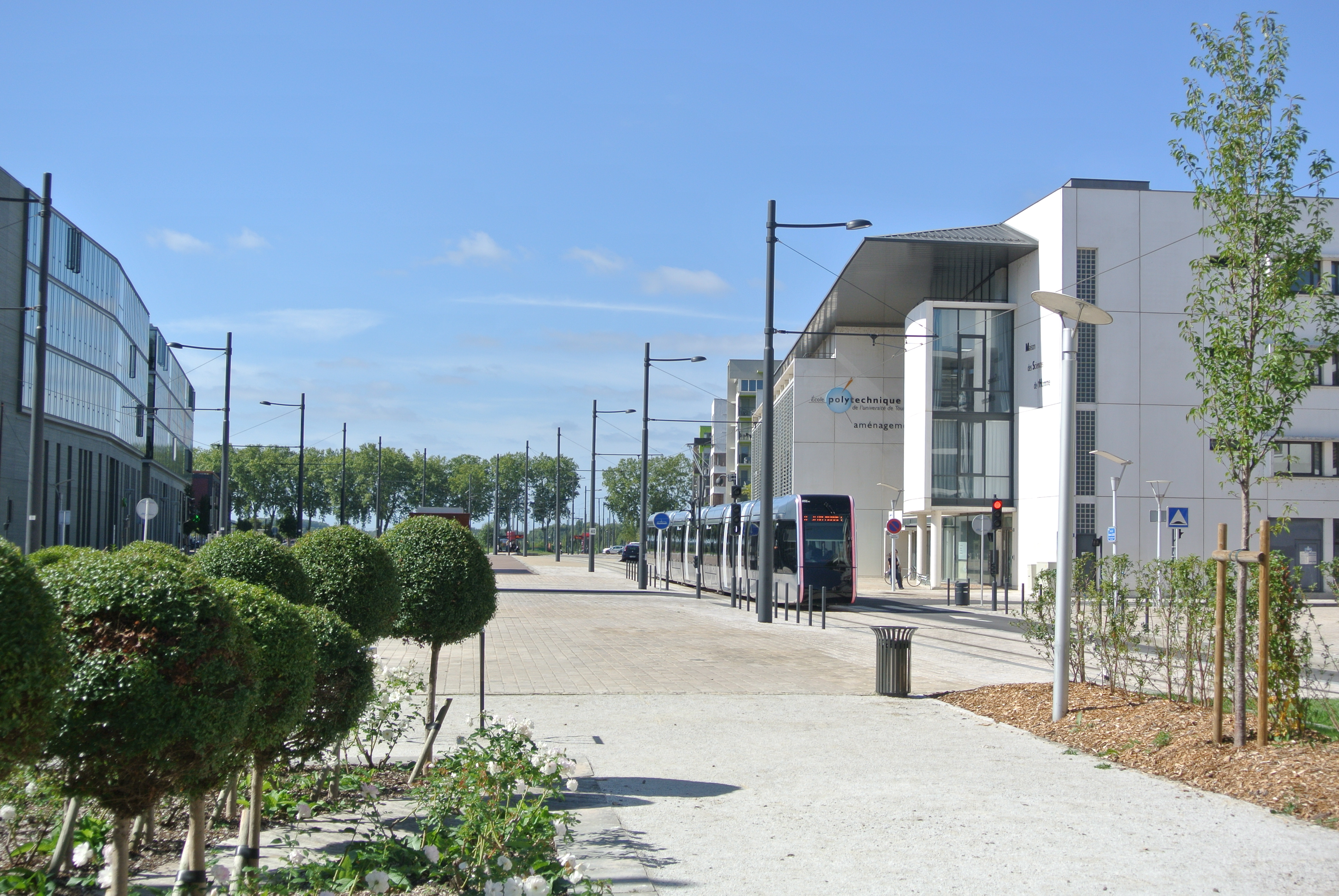
Le quartier des Deux-Lions, dans le sud du canton.

Le canton de Tours-3 comprend la partie de la commune de Tours située au sud de l'axe des voies et limites suivantes : depuis la limite territoriale de la commune de Joué-lès-Tours, route des Deux-Lions, avenue Jean-Portalis, cours du Cher, pont Saint-Sauveur, rue Auguste-Chevallier, rue Stéphane-Pitard, boulevard Marchand-Duplessis, boulevard Jean-Royer, rue Auguste-Chevallier, rue de Boisdenier, rue Giraudeau, rue Roger-Salengro, avenue de Grammont, rue Parmentier, rue Blaise-Pascal, boulevard De-Lattre-de-Tassigny, avenue du Général-de-Gaulle, avenue de Grammont, boulevard Richard-Wagner, jusqu'à la limite territoriale de la commune de Saint-Pierre-des-Corps.

## Démographie
En 2022, le canton comptait 31 669 habitants, en évolution de −0,86 % par rapport à 2016 (Indre-et-Loire : +1,67 %, France hors Mayotte : +2,11 %).
| 2013   | 2018   | 2022   |
| ------ | ------ | ------ |
| 32 272 | 31 208 | 31 669 |